# José del Carmen Rondón
José del Carmen Rondón – wenezuelski bokser, złoty medalista igrzysk Ameryki Środkowej i Karaibów w San Juan z roku 1966.

## Kariera
W 1966 roku Rondón zajął pierwsze miejsce w kategorii półciężkiej na igrzyskach Ameryki Środkowej i Karaibów, które rozgrywane były w San Juan. W półfinale pokonał Kubańczyka Joaquina Delisa, awansując do finału. W finale Wenezuelczyk pokonał przez nokaut w drugiej rundzie reprezentanta gospodarzy, Portorykańczyka Marcelino Carmonę, zdobywając złoty medal w kategorii półciężkiej.